# Entenbach (Jagst)
Der Entenbach, abschnittsweise auch Sumbach, Sundbach und sogar Steinbach, ist ein 6,5 km langer Bach im Gemeindegebiet von Satteldorf im Landkreis Schwäbisch Hall im nordöstlichen Baden-Württemberg, der nach westnordwestlichem Lauf beim Weiler Neidenfels von rechts in die mittlere Jagst mündet.

## Name
In seinem Unterlauftal ab Sattelweiler wird der Bach auch Sumbach genannt. Auf einer älteren topographischen Karte findet sich sehr mündungsnah auch die Talbezeichnung Sundbachklinge; vermutlich ist das Sumbach also aus einem ursprünglichen Sundbach durch Lautausfall und regressiv assimilierende Verschleifung entstanden. Der im nahen Crailsheim aufgewachsene und also wohl dialektkundige Hans Mattern nennt in seinem Buch über das mittlere Jagsttal zwischen Crailsheim und Dörzbach außer dem Talnamen Sumbachklinge (!) auch die Namen Sundbach und Steinbach für den Unterlauf.

## Geographie

### Verlauf
Der Entenbach entsteht am bewaldeten Fuchsberg, dem Nordwestabhang des Kappelwaldes. Der längste Oberlaufstrang hat zugleich die höchste Quelle, die etwa auf 500 m ü. NHN etwa 300 Meter nordöstlich des Wasserturms beim Kreßberger Weiler Rudolfsberg und etwa 100 Meter nordwestlich der Landesstraße 1066 schon auf Satteldorfer Gemeindegemarkung entspringt. Von dort an fließt der Bach anfangs nordwestwärts in einer Waldklinge den Hang hinab und nimmt kurz vor und dann im Kleinen Wolfsee zwei Waldklingenbäche von links und dann rechts auf. In schon flacherem Lauf speist er einen halben Kilometer weiter den fast hektargroßen Pechwiesenweiher, mit dem zusammen er auch den Fuchsberg-Wald verlässt und nach wenigen Metern auf unter 435 m ü. NHN den Damm der Bahnstrecke Crailsheim–Nürnberg unterquert.
Nach einem Viertel seiner Länge fließt es von nun an beständig mit kleinen Schwankungen in westlicher bis westnordwestlicher Richtung. In nur leicht abfallender Ebene läuft er nun, oft neben Feldwegen, wenig eingetieft durch eine von Wiesen dominierte Landschaft, in der vorzeiten das heute wüste Reinbottenhausen stand. Nach einem weiteren Viertel des Laufs, auf dem von rechts her vor dem bewaldeten Höcker Hornberg 465,6 m ü. NHN der Dottlesgraben sehr flach zuläuft.
Am Südwestfuß des Hornbergs passiert er eine baumdurchsetzte alte Weidefläche zu seiner Rechten, wonach er in der Flur ab dem Gewann Steinerne Bruck sich allmählich wieder in eine Mulde eintieft. Von der Gegenseite her entwässert das an Feldwege gebundene Grabensystem des Rinnichgrabens in den Entenbach; auf älteren Karten zeigen diese Gewässerläufe unter anderem durchs Gewann Büschwiesen noch unregelmäßigen Lauf, sie sind also anscheinend natürlichen Ursprungs. Danach quert der Entenbach die Kreisstraße K 2504 vom im Westen schon nahen Satteldorf nach Ellrichshausen. Nach Passieren eines Aussiedlerhofes rechts über der Mulde fließt er unter der Straßenbrücke der K 2503 Satteldorf–Bronnholzhausen hindurch, kurz danach fließt´ ihm von rechts der mit 1,3 km längste Nebenfluss Tierbach aus dem Nordosten zu.
Teils nur gut 100 Meter vom Siedlungsrand Satteldorfs im Süden entfernt, fließt er am Dorf auf dem linken und am Hof Sattelhaus auf dem rechten Hang vorbei, nördlich von dem das Satteldorfer Gewerbegebiet um den Bahnhof beginnt. Kurz nacheinander unterquert er die Bahnstrecke Crailsheim–Königshofen und dann die K 2659, die von Satteldorf am Gewerbegebiet vorbei nach Gröningen führt, und durchläuft etwas über 400 m ü. NHN den kleinen Ortskern des inzwischen mit Satteldorf zusammengewachsenen Sattelweiler.
An einer Steinbruchschutthalde vorbei gräbt sich der Entenbach nun von steil in die Muschelkalkschlucht seines Unterlaufs ein, wo er hoch von der Brücke der Bundesstraße 290 überspannt wird. An den Steilhängen wächst Klingenwald, der Bach stürzt hier über teils versinterte Kalkbänke zu Tale, während über der rechts den Lauf flankierende Betonmauer die L 1012 den Bach begleiten. Neben der Straße beginnt eine Häuserzeile von Neidenfels, von dem neuere Ortsteile auch rechts auf der Hochebene liegen; ihm gegenüber liegt das Schloss Burleswagen nach dem umgebenden gleichnamigen Weiler auf dem äußersten linken Talsporn. Etwa hundert Meter oberhalb des Neidenfelser Flusswehrs mündet der Entenbach dann auf etwa 379 m ü. NHN am Fuß eines kleinen Wasserfalls von rechts in die mittlere Jagst.
Der 6,5 km lange Entenbach mündet etwa 121 Höhenmeter unter seinem Ursprung, das im Verlauf sehr ungleiche Sohlgefälle liegt damit im Mittel bei etwa 19 ‰.

### Einzugsgebiet
Der Entenbach entwässert ein 10,5 km² großes Gebiet, das naturräumlich gesehen mit dem kleineren Teil im Osten und Südosten im Unterraum Crailsheimer Hardt der Frankenhöhe liegt, sonst im Unterraum Gronachbucht der Hohenloher und Haller Ebene.
Unterhalb des Quellgebiets am Fuchsberg, wo der Bach aus kleinen Klingen im höheren Mittelkeuper zusammenläuft, durchzieht er am flacheren Unterhang ein die Keuperberge umsäumendes Schilfsandsteinband (Stuttgart-Formation) und erreicht dann schon vor der Bahnstrecke Crailsheim–Königshofen den Gipskeuper (Grabfeld-Formation), in dem er nun bis etwa zur Bahnstrecke Crailsheim–Königshofen verbleibt; im mittleren Bereich dieses Abschnitts läuft er dabei durch eine große aufgelagerte Schicht von quartärem Hochwassersediment. An der letztgenannten Bahnstrecke etwa quert er dann eine vermutete Störungslinie mit der Hochscholle an der Westseite, auf der er bis zur Mündung ein steil abfallendes kurzes Kerbtal im Oberen Muschelkalk bis zur Jagst durchfließt.
Konkurrierende Bäche sind im Norden und Nordosten die etwas bedeutendere, weiter abwärts ebenfalls in die Jagst mündende Gronach mit ihren Nebenbächen. Im Osten nahe dem 435,2 m ü. NHN hohen Fuchsberg-Gipfel grenzt das Einzugsgebiet an das der Zwergwörnitz, die über die Wörnitz zur Donau entwässert. Dieser kurze prominenteste Abschnitt ist deshalb Teil der Europäischen Hauptwasserscheide zwischen Atlantik diesseits und Schwarzem Meer jenseits. Hinter der Südgrenze läuft der am Oberlauf im Bergland Kühnbach genannte, etwas kleinere Kreuzbach ungefähr westwärts und etwas oberhalb nun wieder zur Jagst.
Rund ein Viertel des Einzugsgebietes ist bewaldet, davon der größte Teil im Südosten am Fuchsberg und daneben fast nur auf der niedrigen Kuppe des Hornbergs unmittelbar davor. Etwa ein Sechstel sind Siedlungs- und Gewerbeflächen im Westen, hauptsächlich das mit dem Weiler Sattelweiler zusammengewachsene Dorf Satteldorf noch etwas entfernt vom und über dem Jagsttaleinschnitt. Der Offenlandanteil teilt sich in Felder und etwas weniger Wiesen.
Fast das ganze Einzugsgebiet gehört der Gemeinde Satteldorf an. Nur am Südrand zählt der Weiler Rudolfsberg in seiner kleinen Höhenlichtung zur Nachbargemeinde Kreßberg und westlich anschließend ein größerer Flächenanteil nördlich von Beuerlbach zur Stadt Crailsheim, beide zusammen machen etwa ein Achtel der Fläche aus. Unmittelbar am Lauf liegen nur Sattelweiler in der beginnenden Mulde des Muschelkalktals im Westen sowie eine Siedlungszeile von Neidenstein, die sich, weiter abwärts beginnend, rechts des Baches bis hinunter zur Mündung zieht.

### Zuflüsse und Seen
Liste der Zuflüsse und  Seen von der Quelle zur Mündung. Gewässerlänge, Seefläche, Einzugsgebiet und Höhe nach den entsprechenden Layern auf der Onlinekarte der LUBW. Andere Quellen für die Angaben sind vermerkt.
Ursprung des Entenbachs auf etwa 500 m ü. NHN auf dem bewaldeten Fuchsberg nahe der Gemeindegrenze von Satteldorf zu Kreßberg etwa 300 Meter nordöstlich des Wasserturms beim Kreßberger Weiler Rudolfsberg und nahe an der L 1066. Der Bach fließt anfangs im Wald nordwestlich.
- (Zufluss), von links und Südwesten auf etwa 450 m ü. NHN, 0,5 km und ca. 0,3 km². Entspringt auf etwa 470 m ü. NHN etwa 0,4 km nördlich von Rudolfsberg.
- Durchfließt auf etwa 447 m ü. NHN den Fischteich Kleiner Wolfsee[LUBW 8][8], 0,2 ha.
- Waldbach, von rechts und Osten im vorgenannten Teich, 0,7 km und ca. 0,6 km². Entsteht auf etwa 475 m ü. NHN ca. 0,9 km südlich des Weilers Birkelbach im Wald.
- Durchfließt auf wenig über 435 m ü. NHN den Pechwiesenweiher am Waldrand unmittelbar vor der Bahnstrecke Crailsheim–Nürnberg, 0,8 ha.
Jenseits der Bahnstrecke fließt der Entenbach nun mit wenig ausholenden, langen Mäandern in der Flur westlich bis westnordwestlich.
- Passiert einen Weiher auf etwa 431,2 m ü. NHN[LUBW 5] links am Lauf gleich nach der Bahnstrecke, etwa 0,1 ha.
- Dotlesgraben, von rechts und Nordosten auf etwa 424 m ü. NHN südlich des bewaldeten Hornberg-Höckers (465,6 m ü. NHN[LUBW 5]), 0,8 km und ca. 0,9 km². Entsteht auf etwa 427 m ü. NHN an einer Feldwegkreuzung mit der K 2504 Ellrichshausen–Satteldorf östlich des Hornbergs.
  -  Zwischen Waldhangfuß und Bahnstrecke liegt im Einzugsgebiet fern des Laufs ein Weiher ohne oberirdischen Abfluss auf etwa 478 m ü. NHN, unter 0,1 ha.
- Neuer Seegraben, von links und Südosten auf etwa 423 m ü. NHN kurz nach dem Dotlesgraben gegenüber dem Hornberg, 1,3 km und ca. 0,4 km². Entsteht auf etwa 465 m ü. NHN zwischen Rudolfsberg über diesem und der Bahnstrecke an dessen Fuß im Wald am Fuchsberg.
  -  Durchfließt auf etwa 433 m ü. NHN schon in der Flur den Neuen See, 0,2 ha.
- Rinnichgraben, von links und Südwesten auf etwa 417 m ü. NHN wenig östlich von Satteldorf im Gewann Steinerne Brück an der K 2504, 0,7 km und ca. 1,6 km². Entsteht auf etwa 422 m ü. NHN am Ostrand von Satteldorf.
  - (Weggraben), von rechts und Südsüdosten auf etwa 422 m ü. NHN, ca. 0,4 km[LUBW 9] und ca. 0,2 km². Entsteht auf etwa 424 m ü. NHN in den Büschwiesen an der Bahnstrecke.
  - (Weggraben), von rechts und Südosten auf etwa 421 m ü. NHN, 0,5 km und ca. 0,2 km². Entsteht auf etwa 425 m ü. NHN in den Büschwiesen an der Bahnstrecke.
  - Sorgraben, von rechts und Südosten auf etwa 419 m ü. NHN kurz vor der Mündung des Rinnichgrabens, 0,8 km und ca. 0,6 km². Entsteht auf etwa 425 m ü. NHN an einem Feldwegdreieck. etwas diesseits der Bahnstrecke an dehn Hinteren Sorwiesen. Ist ebenfalls ein Weggraben.
- Passiert gegenüber dem Aussiedlerhof Im Dotle 1 auf etwa 416 m ü. NHN eine Teichgruppe links am Lauf, zusammen unter 0,2 ha.
- Tierbach, von rechts und Ostnordosten auf etwa 414 m ü. NHN gegenüber dem Nordostrand von Satteldorf, 1,3 km und ca. 1,0 km². Entsteht auf etwa 426 m ü. NHN am Rand der Deponie nördlich des Hornbergs.
- Passiert auf etwa 413 m ü. NHN einen Weiher rechts am Lauf nördlich von Satteldorf zwischen zwei Feldwegbrücken und wenig vor der Bahnstrecke Crailsheim–Königshofen, unter 0,2 ha.

Mündung des Entenbachs von rechts und Osten auf 379 m ü. NHN beim Weiler Neidenfels etwa hundert Meter oberhalb des dortigen Jagstwehrs sowie unter dem linken Talsporn mit Schloss Burleswagen in die mittlere Jagst. Der Entenbach ist 6,5 km lang und hat ein Einzugsgebiet von 10,5 km².

## Mühlen
Der Entenbach betrieb an seinen Unterlauf im Bereich Sattelweiler mehrere Mühlen. In der Beschreibung des Oberamts Crailsheim wird eine Mühle mit 2 Mahl- und einem Gerbgang erwähnt.

### LUBW
Amtliche Online-Gewässerkarte mit passendem Ausschnitt und den hier benutzten Layern: Lauf und Einzugsgebiet des Entenbachs

Allgemeiner Einstieg ohne Voreinstellungen und Layer: Daten- und Kartendienst der Landesanstalt für Umwelt Baden-Württemberg (LUBW) (Hinweise)
1. 1 2  Höhe nach dem Höhenlinienbild auf dem Hintergrundlayer Topographische Karte.
2. 1 2  Höhe nach blauer Beschriftung auf dem Hintergrundlayer Topographische Karte.
3. 1 2 3  Länge nach dem Layer Gewässernetz (AWGN).
4. 1 2  Einzugsgebiet nach dem Layer Basiseinzugsgebiet (AWGN).
5. 1 2 3  Höhe nach schwarzer Beschriftung auf dem Hintergrundlayer Topographische Karte.
6. ↑  Seefläche nach dem Layer Stehende Gewässer.
7. ↑  Einzugsgebiet abgemessen auf dem Hintergrundlayer Topographische Karte.
8. ↑  Name nach dem Layer Biotop.
9. ↑  Länge abgemessen auf dem Hintergrundlayer Topographische Karte.

### Andere Belege
1. ↑  Abfluss-BW: Modellierte Abflusswerte an der Mündung
2. ↑  Bachname Sumbach nach dem ALKIS-Basislayer (Memento des Originals vom 7. April 2017 im Internet Archive)  Info: Der Archivlink wurde automatisch eingesetzt und noch nicht geprüft. Bitte prüfe Original- und Archivlink gemäß Anleitung und entferne dann diesen Hinweis. von Geoportal Baden-Württemberg (Hinweise)
3. ↑  Das Meßtischblatt 6826 Crailsheim von 1938 beschriftet das Tal zwischen Sattelweiler und Neidenfels mit Sundbachkl[inge]
4. ↑  Hans Mattern, Das Jagsttal von Crailsheim bis Dörzbach, Baier BPB Verlag Crailsheim 2007, ISBN 9783929233032, S. 14, Text und Fußnote 2.
5. ↑  Bild des Wasserfalls an der Mündung
6. ↑  Wolf-Dieter Sick: Geographische Landesaufnahme: Die naturräumlichen Einheiten auf Blatt 162 Rothenburg o. d. Tauber. Bundesanstalt für Landeskunde, Bad Godesberg 1962. → Online-Karte (PDF; 4,7 MB)
7. ↑  Geologie grob nach: Mapserver des Landesamtes für Geologie, Rohstoffe und Bergbau (LGRB) (Hinweise)
8. ↑  Der Fischweiher wurde 1930 im Auftrag der Zellstoff Fabrik Waldhof AG Mannheim  durch den damaligen Waldmeister Wolf aus Crailsheim erbaut, zufolge einer Ortschronik auf www.beuerlbach.de (Memento des Originals vom 26. Februar 2017 im Internet Archive)  Info: Der Archivlink wurde automatisch eingesetzt und noch nicht geprüft. Bitte prüfe Original- und Archivlink gemäß Anleitung und entferne dann diesen Hinweis.
9. ↑  Das Meßtischblatt 6826 Crailsheim von 1938 zeigt in Sattelweiler ein Mühlensymbol.
10. ↑  Kapitel 18 zu Satteldorf der Beschreibung des Oberamts Crailsheim von 1884